# アラビア文字
アラビア文字（アラビアもじ）は、アラビア語をはじめ、世界中のイスラム文化圏に属する諸言語を記述するのに使われる文字。ラテン文字、漢字に次いで、世界で三番目に使用者数が多い文字体系である。

## 概要
文字体系の類型としてはアブジャドに属する。手書きでも活字でも必ず右から左に横書きし、原則として文字と文字を漢字の草書やラテン文字の筆記体のように続け書きにする。また、基本的に子音を表す文字からなっており、短母音を文字によってあらわさない。ただし、初学者の学習のためや、外来語の表記などの用途のために、補助的にシャクルとよばれる母音を表す記号も用いる。
アラビア語に存在する3種の長母音（ā, ū, ī / アー、ウー、イー）はそれぞれ無音価（ア行）を表すアリフ (alif) 、[w]（ワ行）を表すワーウ (wāw) 、[j]（ヤ行）を表すヤー (yāʾ) を使って表す。（なお、他言語の固有名詞をアラビア文字で表記するとき、母音は極力長母音を使って表記する傾向がある。こうした転写などの記述法についてはアラビア文字化を参照。）
アラビア語に用いられるアラビア文字はハムザ (ء) を除いて28文字であるが、ペルシア語などアラビア語以外の言語では、アラビア語にない子音（p, ch, zh, gなど）をあらわすため点や棒を付加したりした文字を28文字に付け加えて用いる。

## 歴史
アラビア文字の起源はアラム文字である。紀元前3世紀から紀元後3世紀頃までに勢力をもったペトラを中心とするアラブ系のナバタイ人が使用したアラム文字の一派、ナバテア文字を直接の起源としている。当時のナバテア文字は、他の地域のアラム文字と同様に文字同士を連結して、続け書きする特徴があった。ナバタイ人の活動範囲はシリア北部からイエメン方面まで広域におよび、4世紀頃からヒジャーズ（紅海東岸）地方を中心に、他のアラブ人にも用いられ始めた。当初ナバタイ人や他のアラブ人たちはこの文字をアラム語にのみ使用していたが、次第に自らの母語であるアラビア語も表記するようになった。この変化は、ナバタイ文字がアラブ人の間で使用される中で、文字の形状や書記体系が徐々に適応され、アラビア語の音韻体系に合うように改良されていったことによる。
ただアラビア語はアラム語よりも子音が多く、さらに最初期のアラビア文字はいくつかの文字で本来異なる文字同士が同じ字形で表記されるという致命的な欠点を持っていた。この問題と続け書き表記のゆえに、文字を区別するために点が加えられたり、続け書きをしない文字が決められ、イスラム教の生まれた7世紀にはおおよその形ができあがっていた。ただし、点の使用は当初は非公式なものとされていたらしく、最初期のクルアーンでは点による文字の区別は排除されていた。後に、クルアーンを正確に読む必要性からクルアーンにも点が採用されるようになり、さらに母音を表す記号も発明された。現在では点は正書法の一部となっているが、母音記号は日常的な文書では原則として用いられない。
イスラム教布教後のアラビア文字は神（アッラーフ）の発した言葉の記録であるクルアーン（コーラン）や宗教文献の表記に使われたため、イスラム教に改宗した非アラブ民族にも神の教えに近い文字と認識され、ペルシア語をはじめとする多くの言語の表記にも用いられるようになった。
中には近代にヨーロッパ文化の影響を受けて文章語が生まれた時に、あえてアラビア文字による正書法が選ばれた言語もある。
なお、フィリップ・K・ヒッティ（レバノン出身）は、「アラビア文字は、世界でラテン文字の次に広く使われている文字である」と『アラブの歴史（上）』（原著1937年発行）の中で述べた。そして、使用言語として、ペルシャ語、アフガン語、ウルドゥー語、トルコ語、ベルベル語、マレー語をあげた。
2017年の報道によると、ヴァイキングの墓から見つかる死装束にアラビア文字が織り込まれていたことを、スウェーデン、ウプサラ大学のアンニカ・ラーソンが発見した。これらの衣服は100年以上前に見つかったものだが、ヴァイキング時代の典型的な死装束として片付けられ、そのまま保管されていた。ラーソンによると、死装束に織り込まれた細かい幾何学模様は、北欧では見たことがないものだったという。これらはヴァイキングが独自に編み出した模様ではなく、クーフィー体という古い書体のアラビア文字だった。研究者は文字を拡大し、裏側からも含め、あらゆる角度から見てみた。頻繁に見つかったのは、イスラムの第4代カリフの名前「アリー」と、アラビア語で神を表す「アッラー」という単語だった。ただ、この文字を「アッラー」と読むことについては、テキサス大学のステファニー・モルダーらによって疑問が呈されている。

## アラビア文字と言語
現在、表記にアラビア文字を使う言語は、アラビア語、ペルシア語、ダリー語、クルド語、パシュトー語、バローチ語、アゼルバイジャン語（主にイラン領で）、シンド語、ウルドゥー語、カシミール語、パンジャブ語（主にパキスタン領で）、ウイグル語、カザフ語（主に中国領で）、キルギス語（主に中国領で）、ベルベル語、マレー語（主にブルネイ、そしてマレーシアやインドネシアでは、ムスリム向けのメディアや宗教関係）、モロ語（主にフィリピンのモロ族）、ジャウィ語、バルティー語、ブルシャスキー語などである。
表記がアラビア文字からラテン文字に変更された言語は、トルコ語、マレー語、スワヒリ語などがある。文字改革が行われる理由として、日常生活からのアラビア文字の排除による脱イスラム化・西欧化を狙うという動機のほか、簡略な表記体系により識字率の向上をはかること、母音が表記しやすくなることが挙げられる。しかし、アラビア文字を改良して母音表記を徹底し、簡略な表記体系を作り上げることに成功した事例もあるため、実際は言語学的な事実よりも、『ヨーロッパ＝進歩的』という観念に基づく発想によりアラビア文字が敬遠された面が大きい。これらの言語でも、ラテン文字化へとすんなり舵を切ったわけではなく、アラビア文字を改良して、自言語に完全適用した文字体系にすることで効率のよい表記を達成しようとしたグループも存在した。
マレー・インドネシア語、スワヒリ語など、多くの言語では、政府公用の表記法にてラテン文字が採用される一方、民間や宗教関係ではアラビア文字の使用は継続した。私的な教授や伝承、使用についても特に妨害を受けなかった。またマレーシアでは、マレー語のアラビア文字表記もラテン文字表記に一歩譲るものの、学校で第2正書法として教授されている。しかしトルコのみはアラビア文字による出版物を禁止することで、アラビア文字の使用そのものを断ち切る形でラテン文字化を遂行した。現在でもトルコでは、この時定められたトルコ語表記用のラテン文字29文字以外の文字を用いた出版物を一部を除いて禁止しており、アラビア文字によるトルコ語表記のみならず、クルド語への弾圧の道具にもなっている。
チェチェン語、タタール語、カザフ語、キルギス語、トルクメン語、ウイグル語、ウズベク語、タジク語、ドンガン語などの旧ソ連内のムスリム（イスラム教徒）の諸民族の言語の表記にはロシア革命直後に一時ラテン文字化が試みられたが、スターリンの粛清が始まるとロシア語にならったキリル文字に改められた。なお、当初はラテン文字ではなく、ロシア連邦内のムスリムの間では、アラビア文字を改良して用いるべきという案を唱える知識人も多かった。現在でも、公式の文字表記はラテン文字やキリル文字であっても、アラビア文字も民間や宗教関係で使用され続けている。
アゼルバイジャン語、トルクメン語、ウズベク語、タタール語などはソビエト連邦の崩壊後、さらにラテン文字への再切り替えが進められている。
また中国のウイグル語等のムスリム達少数民族の言語は、かつてはソ連の影響でキリル文字化が図られ、中ソ国境紛争後はさらにソ連との違いを明らかにするためにピンイン風のラテン文字正書法が行われたが、1980年代の民族政策の転換によりアラビア文字が復活された。なお、現在のウイグル語で用いるアラビア文字はアリフ、ワーウなどに点を付加した文字を用い、8つある母音の全てを書き分ける独特なものである。
また、中国に住んでいる中国語（漢語）を話すムスリム（回民、現在の回族）は、アラビア文字で口語体の漢語を書き記すことがあった。このアラビア文字表記の漢語を小児経（小児錦とも）といい、クルアーンなどの経典の注釈に使われて印刷もされたほか、手紙や日記などの個人的用途に使われた。現在でも回族が集中的に居住する寧夏や甘粛では小児錦が部分的に使われているという。また、旧ソ連に移住した回民はドンガン人と呼ばれるようになるが、ドンガン語と呼ばれる彼らの話す漢語の一種もかつてはアラビア文字で書かれていた。また、中国国内のドンシャン族とサラール族も、アラビア文字による自言語表記を行っている。
スペイン語も、主に国内のイスラム教徒の間においてアラビア文字で書かれたことがある。
アラビア文字はもともと子音のみで語根が決まるセム系言語のために作られた文字であった、同じセム系文字を起源とするヨーロッパのアルファベットが文字の転用により母音を全て書き分ける方向に向かったのに対し、アラビア文字はそのような発展をしなかった。セム系言語に限れば、文脈で母音の読み方はほぼ決定するため、アラビア文字は合理的な文字といえる。しかしセム系言語とはまったく違った言語的特徴を有するペルシア語、ヒンドゥスターニー語、トルコ語（オスマン語）、マレー語などに導入された際はこの特徴が逆に不便と考えられることが多い。実際にはこれらの言語でもアラビア文字の改良は主として子音の追加、転用にとどまり、母音の完全な表記へと進むことは少なかった。母音の完全表記に至ったのはウイグル語やクルド語等である。

## 太陽文字・月文字
アラビア文字は太陽文字と月文字の二種類に分かれる。

### 太陽文字
アラビア語で、定冠詞の "ال" (al-) の /l/ の音が後の文字と逆行同化して長子音となる文字を太陽文字 َحروف شمسية（ḥurūf shamsiyya, フルーフ・シャムスィーヤ）という。具体的には、/l/ と調音点が同じ、または近接である舌頂音 (歯音、歯茎音、後部歯茎音) を表す文字である。「太陽」を意味する شمس （shams, シャムス）の語頭の文字 ش が含まれるためこう呼ばれる。
例えば、 شمس に定冠詞がついた場合、 الشَّمْسُ （ash-shams, アッ＝シャムス）となり「アル＝シャムス」とは発音しない。すなわち、アラビア語の定冠詞である ال の直後に太陽文字が来る場合には定冠詞は「アル」と発音するのではなく、太陽文字が2つ重なって発音される。具体的には、ت, ث, د, ذ, ر, ز, س, ش, ص, ض, ط, ظ, ل, ن が太陽文字である。

### 月文字
定冠詞の /l/ の音が同化しない文字、つまり太陽文字以外を月文字（َحروف قمرية, ḥurūf qamariyya, フルーフ・カマリーヤ）という。「月」を意味する قمر （qamar, カマル）の語頭の文字 ق が含まれるためこう呼ばれる。
قمر に定冠詞がついた場合、 القمر （al-qamar, アル＝カマル）となる。左記のアル＝カマルのように定冠詞 ال の直後に月文字が来る場合には、定冠詞は「アル」と発音する。また、具体的には、أ (ء) , ب, ج, ح, خ, ع, غ, ف, ق, ك, م, ه, و, ي  が月文字である。
|          |          | 唇音 | 強調なし | 強調なし | 強調音   | 強調音   | 硬口蓋音 | 軟口蓋音 | 口蓋垂音 | 咽頭音 | 声門音 |
| 歯音     | 歯茎音   | 唇音 | 歯音     | 歯茎音   |          |          | 硬口蓋音 | 軟口蓋音 | 口蓋垂音 | 咽頭音 | 声門音 |
| -------- | -------- | ---- | -------- | -------- | -------- | -------- | -------- | -------- | -------- | ------ | ------ |
| 鼻音     | 鼻音     | م m  | ن n      | ن n      |          |          |          |          |          |        |        |
| 閉鎖音   | 無声音   |      | ت t      | ت t      | ط tˤ     | ط tˤ     |          | ك k      | ق q      |        | ء ʔ    |
| 閉鎖音   | 有声音   | ب b  | د d      | د d      | ض dˤ     | ض dˤ     | ج dʒ     |          |          |        |        |
| 摩擦音   | 無声音   | ف f  | ث θ      | س s      |          | ص sˤ     | ش ʃ      | خ x ~ χ  | خ x ~ χ  | ح ħ    | ه h    |
| 摩擦音   | 有声音   |      | ذ ð      | ز z      | ظ ðˤ     |          |          | غ ɣ ~ ʁ  | غ ɣ ~ ʁ  | ع ʕ    |        |
| ふるえ音 | ふるえ音 |      |          | ر r      | ر r      |          |          |          |          |        |        |
| 接近音   | 接近音   |      | ل l ~ lˤ | ل l ~ lˤ | ل l ~ lˤ | ل l ~ lˤ | ي j      | و w      |          |        |        |

## 字母

### 基本文字表
アラビア文字の基本字母28字は以下の通り。
（表中の頭字・中字が存在しない文字は、語頭では単独形で、語中では直前の文字が中字を持った文字なら尾字でつなげ、直前の文字が中字を持たない文字なら単独形で書かれる。）
| 単独形 | 頭字 | 中字  | 尾字 | 文字名 | 転写       | 音価                  | 片仮名転写の例 | 太陽文字 |
| ------ | ---- | ----- | ---- | ------ | ---------- | --------------------- | -------------- | -------- |
| ا      | —    | —     | ــا  | ʾalif  | -          | [-]（※）              | ア行           | —        |
| ب      | بــ  | ــبــ | ــب  | bāʾ    | b          | [b]                   | バ行           | —        |
| ت      | تــ  | ــتــ | ــت  | tāʾ    | t          | [t]                   | タ行           | ○        |
| ث      | ثــ  | ــثــ | ــث  | ṯāʾ    | ṯ / th     | [θ]                   | サ行           | ○        |
| ج      | جــ  | ــجــ | ــج  | ǧīm    | ǧ / j / dj | [ʤ]                   | ジャ行         | —        |
| ح      | حــ  | ــحــ | ــح  | ḥāʾ    | ḥ          | [ħ]                   | ハ行           | —        |
| خ      | خــ  | ــخــ | ــخ  | ḫāʾ    | ḫ / ẖ / kh | [x]                   | ハ行           | —        |
| د      | —    | —     | ــد  | dāl    | d          | [d]                   | ダ行           | ○        |
| ذ      | —    | —     | ـــذ | ḏāl    | ḏ / dh     | [ð]                   | ザ行           | ○        |
| ر      | —    | —     | ــر  | rāʾ    | r          | [r]                   | ラ行           | ○        |
| ز      | —    | —     | ــز  | zāy    | z          | [z]                   | ザ行           | ○        |
| س      | ســ  | ــســ | ــس  | sīn    | s          | [s]                   | サ行           | ○        |
| ش      | شــ  | ــشــ | ــش  | šīn    | š / sh     | [ʃ]                   | シャ行         | ○        |
| ص      | صــ  | ــصــ | ــص  | ṣād    | ṣ          | [sˁ]                  | サ行           | ○        |
| ض      | ضــ  | ــضــ | ــض  | ḍād    | ḍ          | [dˁ]                  | ダ行/ザ行      | ○        |
| ط      | طــ  | ــطــ | ــط  | ṭāʾ    | ṭ          | [tˁ]                  | タ行           | ○        |
| ظ      | ظــ  | ــظــ | ــظ  | ẓāʾ    | ẓ          | [ðˁ]                  | ザ行           | ○        |
| ع      | عــ  | ــعــ | ــع  | ʿayn   | ʿ / ‘      | [ʕ]（有声咽頭摩擦音） | ア行           | —        |
| غ      | غــ  | ــغــ | ــغ  | ġayn   | ġ / gh     | [ɣ]                   | ガ行           | —        |
| ف      | فــ  | ــفــ | ــف  | fāʾ    | f          | [f]                   | ファ行         | —        |
| ق      | قــ  | ــقــ | ــق  | qāf    | q / ḳ      | [q]                   | カ行           | —        |
| ك      | كــ  | ــكــ | ــك  | kāf    | k          | [k]                   | カ行           | —        |
| ل      | لــ  | ــلــ | ــل  | lām    | l          | [l]                   | ラ行           | ○        |
| م      | مــ  | ــمــ | ــم  | mīm    | m          | [m]                   | マ行           | —        |
| ن      | نــ  | ــنــ | ــن  | nūn    | n          | [n]                   | ナ行           | ○        |
| ه      | هــ  | ــهــ | ــه  | hāʾ    | h          | [h]                   | ハ行           | —        |
| و      | —    | —     | ــو  | wāw    | w          | [w]                   | ワ行           | —        |
| ي      | يــ  | ــيــ | ــي  | yāʾ    | y          | [j]                   | ヤ行           | —        |

アラビア文字の書き順 - YouTube
※「ا」(ʾalif) は、アラム語等の子音字配列順におけるアブジャドの「ア」に相当。元々は語頭にある「ʾ」（声門閉鎖音/声門破裂音）がその音価であった。しかし長母音āを示すのにも使われたため後代になり語頭で声門閉鎖音/声門破裂音を示す場合の発音を表記するために「ء」（ハムザ）が考案され、ハムザを伴わないアリフは固有の音価を持たない長母音形成パーツとして見なされるようになった。
1. 語頭では声門閉鎖音ハムザとしての発音になり/a/ /i/ /u/ いずれかの母音と組み合わせる （※アリフが表記されない「ء」(hamza, /ʔ/) の台になっていると考える）
2. 語中・語末で他の文字に後続してその直前にある子音字が伴っている短母音aを長母音化して長母音アー/aː/を形成する
3. 語中・語末で/a/の音価を後続もしくは先行させる「ء」(hamza, /ʔ/) の台字になる

といった形で用いられる。
なおアラビア語文法学では、アブジャド（慣用名称：アルファベット）順1文字目のアリフは長母音アリフではなくアリフを台座とした声門閉鎖音/声門破裂音（ハムザ）のことを指していると考える。アラビア語におけるアルファベット文字数が28文字説であっても29文字説であってもアリフという名をまとったハムザが第1文字目に来るとする（＊ハムザを29文字目の位置に置く訳ではない）。28文字説では声門閉鎖音/声門破裂音としての機能と長母音パーツとしての機能を併せ持ったものが1文字目のアリフであるとし、29文字説では声門閉鎖音/声門破裂音としての機能が1文字目の「アリフ」ことハムザが担い、長母音アリフとしての機能はوとيの間に置かれるلاに含まれるアリフが担うと考えるなどする。

### その他の文字
| 単独形 | 頭字 | 中字  | 尾字 | 文字名        | 転写          | 音価        | 意味・役割 |
| ------ | ---- | ----- | ---- | ------------- | ------------- | ----------- | --- |
| ة      | —    | —     | ــة  | tāʾ marbūṭa   | h / t / ʰ / ẗ | [h], [t]    | 古いアラビア語で用いられていた女性形表示のための「ت」（ṯāʾ, /t/）と「ه」（hāʾ,/h/）を融合させた字。 名詞・形容詞の語尾に付いて女性形にする。 |
| ى      | ىــ  | ــىــ | ــى  | ʾalif maqṣūra | ā / ỳ         | [aː] の一部 | 長母音アリフが通常表す長母音ā部分に用いる。元の語根が弱文字「ي」（y）である語末が語形上ā音になっている箇所を表現することが多い。يに弁別点を加える前から使われていた古い形状が由来。エジプトでは今でもيに弁別点をつけない古形を使っておりىと同形。 |
| ھ      | ھــ  | ــھــ | ــھ  | Dochasmee hā  | hā            | [hāː]       | 「ه」の変形。特にウルドゥ語などではよく使われる。 |
| لا     | —    | —     | ــلا | lām ʾalif     | lā            | [laː]（※）  | 「ل」(lam, /l/) と「ا」(alif) の合字。単独では発音できない長母音アリフをアルファベット順の中に登場させるためにしばしば用いられてきた。（※） |

※「ا」(alif) で始まる語彙の前に、定冠詞「ال」(al) が付く場合などでも、用いられる。なお、そのように、/(ʔ)a/ /(ʔ)i/ /(ʔ)u/ の音価を持ち得る語頭の「ا」(alif) の直前に「ل」(lam, /l/) が来て合字「لا」になった場合、当然のことながら、その音価は/laː/ ではなく、/l(ʔ)a/ /l(ʔ)i/ /l(ʔ)u/ のいずれかになる（例：إسلام (Islām) + ال (al) → الإسلام (al-Islām) ）。/laː/ という音価表現は、あくまでもそういった特殊な場合を除く、「語中・語末で他の文字に後続して長母音アー/aː/を形成する」という用法での「ا」(alif) の直前に、「ل」(lam, /l/) が来て合字「لا」になった場合のものである。

### ハムザ
ハムザは、子音の一種である声門破裂音 /ʔ/ を表す文字（記号）である。
フェニキア文字・アラム文字に端を発するセム系言語の文字においては、通常この声門破裂音 /ʔ/ は、最初の文字（例えば、ヘブライ文字における「א」(alef) など）が担うものだが、それに相当するアラビア文字の「ا」(alif) は、必ずしもその役割・用途で用いられて来なかったため、それを補うべく当時調音部位が近いと認識されていた「ع」(ayn, /ʕ/) の頭部を切り取る形で、新たに生み出された声門破裂音 /ʔ/ のための専用文字（記号）が、このハムザである。
単独で書かれることは少なく、基本的に「ا」(alif) (※「ل」(lam, /l/) との合字である「لا」の場合も)、「ي」(ya, /j/)、「و」(waw, /w/) 、いずれかの「台字」を必要とする。（なお、「ي」(ya, /j/) がハムザの台字になる場合、2つの下点は省かれる（「ئ」）。）
| 単独形 | 台字付き         | 文字名 | 転写      | 音価 | 意味・役割 |
| ------ | ---------------- | ------ | --------- | ---- | ---------- |
| ء      | 等 أ إ لأ لإ ئ ؤ | hamza  | ʾ / ’ / ‚ | [ʔ]  | 声門破裂音 |

使用規則は以下の通り。
- 語頭に登場する場合は、常に「ا」(alif) のみが台字になり、/ʔa/ /ʔi/ /ʔu/ といった発音を形成する。また、語中・語末では、台字の種類を問わず、常にハムザは台字の上に付くが、この語頭の場合に限り、母音記号と同じく、母音の音価が/a/もしくは/u/の場合、ハムザは上に付き（「أ」）、/i/ の場合、下に付く（「إ」）。ただしクルアーンの古い表記ではء単独が語頭に来るなどし、現代正書法とは異なっている。
- 語中に登場する場合は、「أ」/ʔa/、「ئ」/ʔi/、「ؤ」/ʔu/ といったように、後続する母音の音価に合わせた台字がそれぞれ採用されるが、ء単独で表記される場合もある。
（※ただし、「i > u > a」といった序列を伴う、少々ややこしい例外規則があり、ハムザ/ʔ/に後続する母音が/u/であっても、ハムザ/ʔ/の直前の母音が/i/なら、/i/に合わせた台字が採用されて「ئ」になり、同じく、後続する母音が/a/でも、直前の母音が/i/か/u/なら、それらに合わせた台字が採用されて、「ئ」や「ؤ」になる。）
また、母音を後続しない（台字の母音音価が消去される）場合は、直前の母音に合わせ、直前がア/a/ なら「أ」が、直前がイ/i/ なら「ئ」が、直前がウ/u/なら「ؤ」が、それぞれ用いられる。
- 語末に登場する場合は、上記した語中の後者の場合と同じく、直前の母音に合わせて、/(-a)ʔ/なら「أ」が、/(-i)ʔ/なら「ئ」が、/(-u)ʔ/なら「ؤ」が、それぞれ用いられる。場合によってはء単独となるつづりもある。

まとめると、以下のようになる。
| 字形（母音記号付き） | 字形            | 音価                       | 場所                           |
| -------------------- | --------------- | -------------------------- | ------------------------------ |
| أَ-                   | أ-              | /ʔa/                       | 語頭                           |
| إِ-                   | إ-              | /ʔi/                       | 語頭                           |
| أُ-                   | أ-              | /ʔu/                       | 語頭                           |
| -أَ- (-ئَ-) (-ؤَ-)      | -أ- (-ئ-) (-ؤ-) | /ʔa/ (/(-i)ʔa/) (/(-u)ʔa/) | 語中（後続母音あり）           |
| -ئِ-                  | -ئ-             | /ʔi/                       | 語中（後続母音あり）           |
| -ؤُ- (-ئُ-)            | -ؤ- (-ئ-)       | /ʔu/ (/(-i)ʔu/)            | 語中（後続母音あり）           |
| -أْ                   | -أ              | /(-a)ʔ/                    | 語中（後続母音なし） 及び 語末 |
| -ئْ                   | -ئ              | /(-i)ʔ/                    | 語中（後続母音なし） 及び 語末 |
| -ؤْ                   | -ؤ              | /(-u)ʔ/                    | 語中（後続母音なし） 及び 語末 |

### 記号類
これら記号の多くは、通常の表記においては省かれ、主に教育・解説用のテキストでのみ用いられる。
母音記号
| 記号 | 名称                    | 音価 | 意味・役割                                                 |
| ---- | ----------------------- | ---- | ---------------------------------------------------------- |
| ـَ    | fatḥa ファトハ          | [a]  | 短母音のア                                                 |
| ـِ    | kasra カスラ            | [i]  | 短母音のイ                                                 |
| ـُ    | ḍamma ダンマ            | [u]  | 短母音のウ                                                 |
| ـْ    | sukūn スクーン          | [-]  | 母音除去記号。付いた文字の母音は発音されない。             |
| ـً    | fatḥatān ファトハターン | [an] | 対格のuに非限定を示すnを加えたアン。対格かつ非限定を表す。 |
| ـٍ    | kasratān カスラターン   | [in] | 属格のiに非限定を示すnを加えたイン。属格かつ非限定を表す。 |
| ـٌ    | ḍammatān ダンマターン   | [un] | 主格のuに非限定を示すnを加えたウン。主格かつ非限定を表す。 |

アリフ・子音関連
| 記号 | 名称                        | 音価           | 意味・役割 |
| ---- | --------------------------- | -------------- | --- |
| آ    | madda マッダ                | [ʔaː] ([lʔaː]) | ハムザ付きアリフ「أ」にアリフ「ا」が後続した状態を表す、専用の長音符。 音価が/ʔa/のハムザ付きアリフ「أ」及び、その合字版である「لأ」にのみ付く。 |
| ٱ    | waṣla ワスラ                | [-]            | 語頭ハムザト・アル＝ワスル（ハムザトゥルワスル、ハムザトルワスル、接続ハムザ）専用の消音明示記号。語頭にあるアリフを台とした接続ハムザは文頭でいきなり子音から始まらないよう補助的に置かれているものなので、文中でその前に他の語彙が来ることで）不要となり発音されなくなる。それを明示するのがこのワスラ記号。 |
| ٰ     | alif khanjariyya 短剣アリフ | [aː]           | 表記上省略された長母音アリフを明示するための記号。小アリフ、短剣アリフ。（※） |
| ـّ    | shadda シャッダ             | [CC]           | 子音重複記号、長子音記号、促音記号。「無母音の子音＋子音＋母音」の順番で何らかの子音が2つ重なっていることを表す。 |

（なおWindowsパソコンなどではワスラ記号や短剣アリフはキーボードから直接入力できない。）
※ちなみに、イスラム教の神である「アラー」（アッラーフ）のアラビア文字表記は「الله」であり、「 ّ 」(shadda) の上に斜めの短い線が書かれているが、これも、特殊な形ではあるが、小アリフ（短剣アリフ）の一種である。キーボードでは、アラビア文字で「ل」(lam) + 「ل」(lam) + 「ه」(ha) を入力すると、自動的にこの記号付き表記に変換される。

### 伝統的な文字順
現在使われている文字の順序では字形の似たものを1箇所にまとめているが、これとは異なり、アブジャド順というフェニキア文字以来の伝統的な文字順序も存在する。地域によって違いがあるが、もっとも一般的に行われている順序は以下のとおりである(右から左に進む)。アラビア文字を数字として使うときにもこの順序が使われる。
| ن    | م   | ل   | ك   | ي   | ط   | ح   | ز   | و   | ه   | د  | ج  | ب  | ا (أ) | 文字 |
| n    | m   | l   | k   | y   | ṭ   | ḥ   | z   | w   | h   | d  | j  | b  | ʼ     | 翻字 |
| 50   | 40  | 30  | 20  | 10  | 9   | 8   | 7   | 6   | 5   | 4  | 3  | 2  | 1     | 数価 |
| غ    | ظ   | ض   | ذ   | خ   | ث   | ت   | ش   | ر   | ق   | ص  | ف  | ع  | س     | 文字 |
| ḡ    | ẓ   | ḍ   | ḏ   | ḵ   | ṯ   | t   | š   | r   | q   | ṣ  | f  | ‘  | s     | 翻字 |
| 1000 | 900 | 800 | 700 | 600 | 500 | 400 | 300 | 200 | 100 | 90 | 80 | 70 | 60    | 数価 |

8つに分割して適当な母音を補い、「أبجد هوز حطي كلمن سعفص قرشت ثخذ ضظغ」（'abjad hawwaz ḥuṭṭī kalaman sa‘faṣ qurišat ṯaḵaḏ ḍaẓaḡ）のように唱える。

## 母音の表現
アラビア語の母音は、基本的にア/a/、イ/i/、ウ/u/ の3つ、及びそれを長音化したものと、組み合わせた二重母音のみである。
二重母音に関しては「ي」(ya, /j/)を用いた表記ayが二重母音ai、「و」(waw, /w/) を用いたawが二重母音awに相当する。

### 短母音
短母音は子音字に母音記号を付加することで表現できる。（母音記号は通常の表記では省かれる。）
| 記号 | 音価 | 意味     |
| ---- | ---- | -------- |
| َ     | [a]  | 短母音ア |
| ِ     | [i]  | 短母音イ |
| ُ     | [u]  | 短母音ウ |

ちなみに、ハムザの項目で上述したように、「ء」(hamza, /ʔ/) が語頭の「ا」(alif) に付き、/ʔa/ /ʔi/ /ʔu/ といった発音を形成する場合に限り、「ء」(hamza, /ʔ/) の記号は、母音記号と連動する格好で、「ا」(alif) の上に付いたり、下に付いたりする。
| 語頭ハムザ付きアリフ （母音記号付き） | 語頭ハムザ付きアリフ | 音価 | 意味                            |
| ------------------------------------- | -------------------- | ---- | ------------------------------- |
| أَ-                                    | أ-                   | [ʔa] | 語頭の 声門破裂音 /ʔ/ +短母音ア |
| إِ-                                    | إ-                   | [ʔi] | 語頭の 声門破裂音 /ʔ/ +短母音イ |
| أُ-                                    | أ-                   | [ʔu] | 語頭の 声門破裂音 /ʔ/ +短母音ウ |

また、子音重複記号である「 ّ 」(shadda) が書かれる場合、母音記号は、字母ではなく、この記号の上下に書かれる。
| シャッダ （母音記号付き） | 音価 | 意味               |
| ------------------------- | ---- | ------------------ |
|                           | [a]  | 重複子音 +短母音ア |
|                           | [i]  | 重複子音 +短母音イ |
|                           | [u]  | 重複子音 +短母音ウ |

### 長母音
長母音は、上記の短母音に、それぞれ「ا」(alif, /a/)、「ي」(ya, /j/)、「و」(waw, /w/) を後続させることで、表現される。（母音記号は、通常の表記では省かれる。）
| 記号 | 音価 | 意味            |
| ---- | ---- | --------------- |
| ـَا   | [aː] | 長母音アー（※） |
| ـِي   | [iː] | 長母音イー      |
| ـُو   | [uː] | 長母音ウー      |

※なお、前項の記号類の項目でも書いてあるように、/ʔa/ の音価を持ったハムザ付きアリフ「أ」に、アリフ「ا」が後続し、/ʔaː/ という長母音になる場合に限り、ハムザ付きアリフ専用の長音符であるマッダが用いられる。（「آ」）

### 二重母音
二重母音も同じく、短母音ア/a/ に「ي」(ya, /j/)、「و」(waw, /w/) を後続させることで、表現される。（母音記号は、通常の表記では省かれる。）
| 記号 | 音価 | 意味         |
| ---- | ---- | ------------ |
| ـَيْ   | [ai] | 二重母音アイ |
| ـَوْ   | [au] | 二重母音アウ |

## 非アラビア語における使用と、特殊な字母・記号
アラビア文字は、アラビア語以外の言語でも用いられている。
現在アラビア文字を用いている言語は、
- ペルシャ語 （ペルシャ文字）
- クルド語
- パシュトー語（パシュトー文字（英語版））
- バローチー語
- ウイグル語
- ウルドゥー語 （ウルドゥー文字）
- パンジャーブ語 （シャームキー文字）
- シンド語

等である。
これらの言語には、アラビア語には無い発音もあるため、それらを表現するためにいくつかの字母・記号が追加されている。
歴史的には、トルコ語、中央アジアのチュルク系諸語や、マレー語（ジャウィ文字）、スワヒリ語等、イスラム圏全域の諸言語でもアラビア文字が使用されていた。

## コンピュータ

### キー配列
Windowsにおけるアラビア語キーボードのキー配列。

### 文字コード
アラビア文字のために、以下のような文字コードが存在する。
- ASMO 449 - 7ビットのコード。アラビア語専用
- ASMO-708 - ASMO-449 を元にした8ビットのコード。ほかにIBM PC互換の罫線素片などを含む。
- ISO/IEC 8859-6 - 8ビットのコード。アラビア文字に関しては ASMO-708 に同じ
- MS-DOS のコードページ 720。上記の8859-6などとは互換性がない。
- MS-DOS のコードページ 864。アラビア語タイプライタと同様に、語頭、語中、語末、独立形で別の符号位置を与えている。
- Microsoft Windows のコードページ 1256。アラビア文字のほかにペルシャ文字、ウルドゥー文字に対応しているほか、フランス語のアクセントつき文字も含む(小文字のみ、ÿ を除く)。他のコードとの互換性はない。

Unicode では、以下のブロックを定義している。
- Arabic (U+0600 - U+06FF)
- Arabic Supplement (U+0750 - U+077F) アフリカの諸言語、コワール語、トールワリー語、ブルシャスキ語、古いペルシャ語の文字
- Arabic Extended-A (U+08A0 - U+08FF) アフリカ(セネガル、チャド、カメルーンなど) の諸言語、ロヒンギャ語の文字、フィリピンで使用する文字などを含む[6]。
- Arabic Presentation Forms-A (U+FB50-FDFF)
- Arabic Presentation Forms-B (U+FE70-FEFF)